# Tony Holyoake
Tony Holyoake (Calgary, 28 januari 1946) is een darter uit Canada uitkomend voor de BDO.
Holyaoke bereikte de laatste 32 spelers bij de World Professional Darts Championship 1983, waarin hij verloor van Dave Lee met 1-2.
Hij bereikte de finale van de WDF World Cup 1989 voor teams met Albert Anstey, Bob Sinaneve en Rick Bisaro, waarin zij wonnen van Team Australië met Russell Stewart, Frank Palko, Wayne Weening en Keith Sullivan met 9-7.

## Resultaten op Wereldkampioenschappen

### BDO
- 1983: Laatste 32 (verloren van Dave Lee 1—2)

### PDC
- 1997: Voorronde (verloren van Sean Downs 2–3)

### WDF
- 1983: Laatste 32 (verloren van Eric Bristow 1-4)
- 1989: Voorronde (verloren van Per Skau 1-4)
- 1991: Laatste 128 (verloren van Peter Masson 3-4)